# Jüdischer Friedhof (Ettendorf)

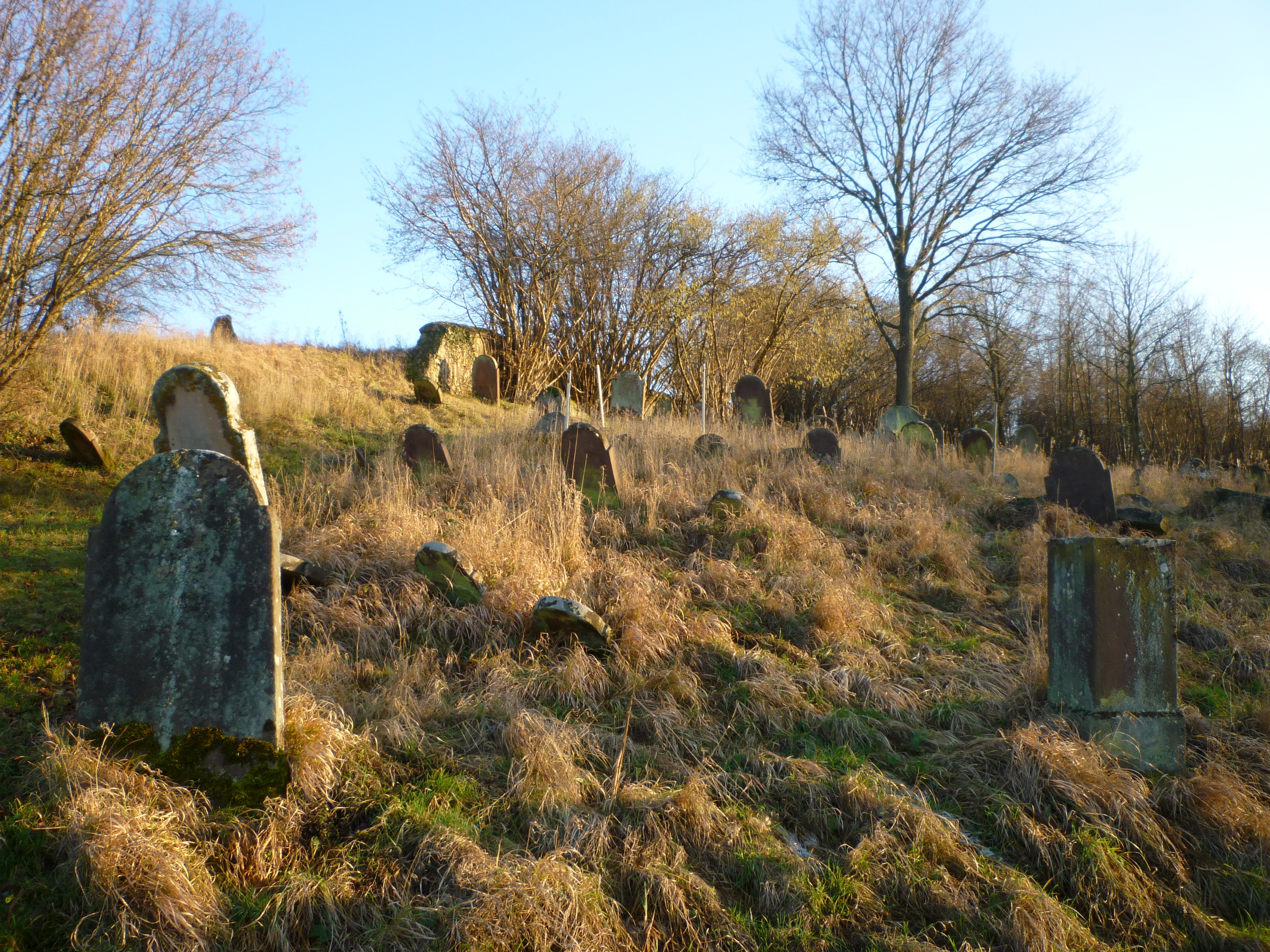
Jüdischer Friedhof in Ettendorf

Der Jüdische Friedhof in Ettendorf, einer französischen Gemeinde im Département Bas-Rhin der Region Grand Est, wurde vermutlich im 15. Jahrhundert angelegt. Der jüdische Friedhof liegt etwa 500 Meter nördlich des Ortes an einem Hang. Er ist seit 1995 als Monument historique geschützt.
Die Belegung des jüdischen Friedhofs in Ettendorf ist seit dem 16. Jahrhundert nachgewiesen. Auf dem etwa 3,7 Hektar großen Friedhof sind mehr als 1300 Gräber erkennbar. Die ältesten Grabsteine stammen aus dem 16. bzw. 17. Jahrhundert. Auf dem Friedhof wurden die Toten vieler jüdischer Gemeinden der weiten Umgebung beigesetzt. Im Jahr 1875 waren es noch 24 jüdische Gemeinden, die den Friedhof benutzten.